# Albert Niethammer
Ludwig Albert Julius Niethammer (* 29. September 1833 in Reichenberg; † 17. April 1908 in Kriebstein) war ein deutscher Unternehmer und nationalliberaler Politiker. Er war Gründer und Betreiber der Papierfabrik Kübler & Niethammer bei Kriebstein. Niethammer war Abgeordneter im Reichstag und in der II. Kammer des Sächsischen Landtags.

## Leben und Wirken

### Wirken als Unternehmer
Der Sohn des königlich württembergischen Forstmeisters Franz Ferdinand Niethammer (1804–1876) und seiner Ehefrau Wilhelmine geb. Ortallo besuchte von 1847 bis 1849 das Evangelische Seminar in Maulbronn. Ein Studium der Theologie, das aufgrund der Verwandtschaft zu dem Theologen und Philosophen Friedrich Immanuel Niethammer naheliegend war, trat er nicht an. Stattdessen absolvierte er von 1850 bis 1856 eine kaufmännische und technische Ausbildung in der Papierfabrik Heinrich Völters Söhne in Heidenheim. Gemeinsam mit seinem Schwager Friedrich Kübler (1833–1865) pachtete er 1856 mit einem erborgten Kapital von 10.000 Talern eine Öl-, Graupen-, Säge- und Papiermühle im sächsischen Kriebstein. Sie firmierten unter Kübler & Niethammer. 1860/1861 bauten sie die erste für den selbständigen Verkauf von Holzmasse bestimmte Holzmassefabrik der Welt in Georgenthal bei Johanngeorgenstadt auf und führten damit den 1845 erfundenen Holzschliff in eine fabrikmäßige Produktion.
1867 wurden das Pachtverhältnis in Kriebstein aufgehoben und die dortige Papierfabrik von der Firma Kübler & Niethammer erworben. 1883 errichteten sie eine weitere Holzschleiferei in Albertsthal bei Johanngeorgenstadt und kurze Zeit später die Zellulosefabrik Gröditz bei Riesa. Parallel dazu wurden die Fabrikanlagen in Kriebstein ständig erweitert und ausgebaut. In den 1880er Jahren bestanden nach massiven Erweiterungen des Unternehmens zehn Betriebe mit etwa 1.000 Angestellten. Die Produktion belief sich 1856 auf 141622 kg Papier, 1906 wurde eine Jahresproduktion von 25.316 Tonnen erreicht.
Niethammer war Mitglied der Handelskammer Chemnitz. Ab 1896 war er Vorsitzender des Vereins Deutscher Papierfabrikanten und ab 1902 Ehrenmitglied des Vereins Deutscher Holzstoff-Fabrikanten. 1895 bis 1906 war er Vorsitzender der Papiermacher-Berufsgenossenschaft.
Um die industrielle und verkehrsmäßige Erschließung des Zschopautals erwarb sich Niethammer große Verdienste. Auch um die Verbesserung der Arbeits- und Lebensbedingungen seiner Arbeiter war er bemüht. So setzte er sich für die Sonntagsruhe ein und gründete er Fabriksparkasse für seine Angestellten. 1873 wurde auf seine Anregung hin ein Konsumverein begründet, 1879 ein kostenloser Betriebskindergarten. 1884 wurde eine Betriebskrankenkasse eingerichtet.
Die Firma Kübler & Niethammer wurde von seinen Söhnen Albert junior und Konrad fortgeführt. Letzterer war von 1908 bis 1918 ebenfalls Abgeordneter des Sächsischen Landtags.

### Politisches Engagement
Niethammer war einer der führenden nationalliberalen Politiker in Sachsen. 1871 bis 1881 und erneut 1896 bis 1901 war er Mitglied der sächsischen evangelischen Landessynode. In einer Nachwahl erlangte er 1879 im 31. ländlichen Wahlkreis ein Mandat für die II. Kammer des Sächsischen Landtags. Von 1883 an vertrat er den 9. städtischen Wahlkreis. 1905 legte er sein Mandat („ganz abgesehen von sachlichen Gründen“) aufgrund seines Gesundheitszustands nieder. Er war von 1887 bis 1900 Vorsitzender der nationalliberalen Landtagsfraktion und gehörte dem Vorstand des Nationalliberalen Landesvereins, dem er 1888 bis 1896 vorstand, an. Auch dem Zentralvorstand der Nationalliberalen Partei gehörte er an.
1881 bis 1908 gehörte er als außerordentliches Mitglied der Technischen Deputation des sächsischen Innenministeriums an, zwischen 1890 und 1896 war er in dieser stellvertretendes Mitglied. 1896 war er Mitglied des Eisenbahnrates.
Von 1881 bis 1884 war er als Vertreter des 22. sächsischen Wahlkreises und von 1887 bis 1890 als Vertreter des 10. sächsischen Wahlkreises nationalliberaler Reichstagsabgeordneter. Dort unterstützte er die Politik Bismarcks und war einer der führenden Vertreter des Kartells zwischen den Konservativen und den Nationalliberalen.

## Ehrungen
Niethammer wurde 1883 zum Kommerzienrat, 1890 zum Geheimen Kommerzienrat ernannt, 1905 wurde ihm von der Technischen Hochschule Dresden die Ehrendoktorwürde (als Dr.-Ing. E. h.) verliehen. 1895 wurde er zum Ritter I. Klasse des königlich sächsischen Verdienstordens ernannt. 1897 verlieh ihm die Stadt Waldheim die Ehrenbürgerwürde.

## Werke
- Das deutsche Volk und der Sonntag. Zwei Vorträge des Oberconsistorialraths Dr. Kögel und des Fabrikanten Niethammer auf dem XVII. Congress für innere Mission in Dresden nebst der von dem Congresse gefaßten Resolution
- Das Wichtigste aus dem Gesetz betreffend die Invaliditäts- und Altersversicherung, zusammengestellt für die Arbeiter der Firma Kübler & Niethammer in Kriebstein, Kriebethal, Georgenthal und Albertsthal bei Johanngeorgenstadt, Meinsberg, Wöllsdorf, Gröditz, Waldheim (Sachsen) 1890.